# Elaine Breeden
Elaine Breeden (Lexington (Kentucky), 18 november 1988) is een Amerikaanse voormalige zwemster. Ze vertegenwoordigde haar vaderland op de Olympische Zomerspelen 2008 in Peking.

## Zwemcarrière
Bij haar internationale debuut, op de Wereldkampioenschappen kortebaanzwemmen 2006 in Shanghai, eindigde Breeden als vijfde op de 200 meter vlinderslag. Samen met Mary DeScenza, Jessica Hardy en Amanda Weir zwom ze in de series van de 4x100 meter wisselslag, in de finale veroverden Margaret Hoelzer, Tara Kirk, Rachel Komisarz en Maritza Correia de zilveren medaille. Voor haar inspanningen in de series ontving Breeden de zilveren medaille. Ze kwam ook in actie in de series van de 4x100 meter vrije slag, in de finale eindigden haar ploeggenotes als vierde. 
Tijdens de Amerikaanse Olympische Trials 2008 in Omaha (Nebraska) eindigde de Amerikaanse als eerste op de 200 meter vlinderslag en als tweede op de 100 meter vlinderslag, door deze prestaties plaatste ze zich voor de Spelen. In Peking eindigde Breeden als zevende op de 200 meter vlinderslag en strandde ze in de halve finales van de 100 meter vlinderslag. In de series van de 4x100 meter wisselslag vormde ze samen met Margaret Hoelzer, Megan Jendrick en Kara Lynn Joyce een team, in de finale sleepten Natalie Coughlin, Rebecca Soni, Christine Magnuson en Dara Torres de zilveren medaille in de wacht. Voor haar aandeel in de series werd Breeden beloond met de zilveren medaille.
Op de Pan-Amerikaanse Spelen 2011 in Guadalajara veroverde Breeden de bronzen medaille op de 100 meter vlinderslag. Samen met Elizabeth Pelton, Ashley Wanland en Erika Erndl zwom ze in de series van de 4x100 meter wisselslag, in de finale legden Rachel Bootsma, Annie Chandler, Claire Donahue en Amanda Kendall beslag op de gouden medaille. Voor haar inspanningen in de series ontving Breeden eveneens de gouden medaille.

## Internationale toernooien
| Jaar | Olympische Spelen                                                                             | WK langebaan  | WK kortebaan | PanPacs       | Pan-Amerikaanse Spelen                                              |
| ---- | --------------------------------------------------------------------------------------------- | ------------- | --- | ------------- | ------------------------------------------------------------------- |
| 2006 |                                                                                               |               | 5e 200m vlinderslag · 4e 4x100m vrije slag · Breeden zwom enkel de series · 4x100m wisselslag · Breeden zwom enkel de series | geen deelname |                                                                     |
| 2007 |                                                                                               | geen deelname | |               | geen deelname                                                       |
| 2008 | 10e 100m vlinderslag · 7e 200m vlinderslag · 4x100m wisselslag · Breeden zwom enkel de series |               | geen deelname |               |                                                                     |
| 2009 |                                                                                               | geen deelname | |               |                                                                     |
| 2010 |                                                                                               |               | geen deelname | geen deelname |                                                                     |
| 2011 |                                                                                               | geen deelname | |               | 100m vlinderslag · 4x100m wisselslag · Breeden zwom enkel de series |

## Persoonlijke records

### Kortebaan
| Afstand          | Tijd    | Datum            | Plaats    |
| ---------------- | ------- | ---------------- | --------- |
| 100m vlinderslag | 57,41   | 16 december 2011 | Atlanta   |
| 200m vlinderslag | 2.04,26 | 7 november 2010  | Stockholm |

### Langebaan
| Afstand          | Tijd    | Datum       | Plaats       |
| ---------------- | ------- | ----------- | ------------ |
| 100m vlinderslag | 57,46   | 7 juli 2009 | Indianapolis |
| 200m vlinderslag | 2.06,75 | 3 juli 2008 | Omaha        |